# Manchester United F.C. mùa bóng 1981–82
Mùa giải 1981–82 là mùa giải thứ 80 của Manchester United trong hệ thống bóng đá Anh, và là mùa giải thứ 7 liên tiếp của họ ở giải đấu hàng đầu của bóng đá Anh.
United đã đứng thứ tám trong giải đấu vào mùa giải trước, với việc huấn luyện viên Dave Sexton bị sa thải sau khi điều hành bốn năm của ông không thể mang lại một danh hiệu lớn. Người kế nhiệm anh là huấn luyện viên West Bromwich Albion Ron Atkinson. Một trong những động thái đầu tiên của Atkinson với tư cách là người quản lý là tăng cường sức tấn công của câu lạc bộ với việc ký hợp đồng với Frank Stapleton trị giá 950.000 bảng từ Arsenal, trong khi cầu thủ ghi bàn hàng đầu của mùa giải trước Joe Jordan đã được bán cho AC Milan. Atkinson vẫn giữ được sự phục vụ của Garry Birtles, người đã gây thất vọng trong mùa giải đầu tiên với United, chỉ ghi một bàn trong 28 trận đầu tiên. Birtles đã có một mùa giải thứ hai thành công hơn tại Old Trafford, ghi được 11 bàn thắng.
Vào đầu tháng 10, ông đã đưa tiền vệ Bryan Robson đến Old Trafford từ câu lạc bộ cũ West Bromwich Albion với mức phí kỷ lục của Anh là 1,5 triệu bảng. Anh ấy cũng ký hợp đồng với tiền vệ Albion Remi Moses với giá 500.000 bảng.
Sau khi liên tục dẫn đầu giải đấu trong nửa đầu mùa giải, United đã kết thúc mùa giải thứ ba trong giải đấu và đủ điều kiện cho UEFA Cup, trong khi chức vô địch thuộc về Liverpool (người đã tăng nửa sau của mùa giải sau khi xếp giữa bảng vào Giáng sinh) và Ipswich Town về nhì. Cuối mùa giải là trận ra mắt của tiền đạo tuổi teen Norman Whiteside, người ở tuổi 17 đã được chọn vào đội tuyển Bắc Ireland tại  FIFA World Cup 1982. Anh ấy cũng đã ghi bàn cho United vào ngày cuối cùng của mùa giải chỉ trong lần ra sân thứ hai cho câu lạc bộ.

## First Division
| Ngày                 | Đối thủ                 | Sân nhà/khách | Tỉ số | Cầu thủ ghi bàn                       | Số lượng khán giả |
| -------------------- | ----------------------- | ------------- | ----- | ------------------------------------- | ----------------- |
| 29 tháng 8 năm 1981  | Coventry City           | A             | 1 – 2 | Macari                                | 19,329            |
| 31 tháng 8 năm 1981  | Nottingham Forest       | H             | 0 – 0 |                                       | 51,496            |
| 5 tháng 9 năm 1981   | Ipswich Town            | H             | 1 – 2 | Stapleton                             | 45,555            |
| 12 tháng 9 năm 1981  | Aston Villa             | A             | 1 – 1 | Stapleton                             | 37,661            |
| 19 tháng 9 năm 1981  | Swansea City            | H             | 1 – 0 | Birtles                               | 47,309            |
| 22 tháng 9 năm 1981  | Middlesbrough           | A             | 2 – 0 | Stapleton, Birtles                    | 19,895            |
| 26 tháng 9 năm 1981  | Arsenal                 | A             | 0 – 0 |                                       | 39,795            |
| 30 tháng 9 năm 1981  | Leeds United            | H             | 1 – 0 | Stapleton                             | 47,019            |
| 3 tháng 10 năm 1981  | Wolverhampton Wanderers | H             | 5 – 0 | Stapleton, McIlroy (3), Birtles       | 46,837            |
| 10 tháng 10 năm 1981 | Manchester City         | A             | 0 – 0 |                                       | 52,037            |
| 17 tháng 10 năm 1981 | Birmingham City         | H             | 1 – 1 | Coppell                               | 48,800            |
| 21 tháng 10 năm 1981 | Middlesbrough           | H             | 1 – 0 | Moses                                 | 38,342            |
| 24 tháng 10 năm 1981 | Liverpool               | A             | 2 – 1 | Moran, Albiston                       | 41,438            |
| 31 tháng 10 năm 1981 | Notts County            | H             | 2 – 1 | Birtles, Moses                        | 45,928            |
| 7 tháng 11 năm 1981  | Sunderland              | A             | 5 – 1 | Moran, Robson, Stapleton (2), Birtles | 27,070            |
| 21 tháng 11 năm 1981 | Tottenham Hotspur       | A             | 1 – 3 | Birtles                               | 35,534            |
| 28 tháng 11 năm 1981 | Brighton & Hove Albion  | H             | 2 – 0 | Birtles, Stapleton                    | 41,911            |
| 5 tháng 12 năm 1981  | Southampton             | A             | 2 – 3 | Stapleton, Robson                     | 24,404            |
| 6 tháng 1 năm 1982   | Everton                 | H             | 1 – 1 | Stapleton                             | 40,451            |
| 23 tháng 1 năm 1982  | Stoke City              | A             | 3 – 0 | Coppell, Stapleton (pen.), Birtles    | 19,793            |
| 27 tháng 1 năm 1982  | West Ham United         | H             | 1 – 0 | Macari                                | 41,291            |
| 30 tháng 1 năm 1982  | Swansea City            | A             | 0 – 2 |                                       | 24,115            |
| 6 tháng 2 năm 1982   | Aston Villa             | H             | 4 – 1 | Moran (2), Robson, Coppell            | 43,184            |
| 13 tháng 2 năm 1982  | Wolverhampton Wanderers | A             | 1 – 0 | Birtles                               | 22,481            |
| 20 tháng 2 năm 1982  | Arsenal                 | H             | 0 – 0 |                                       | 43,833            |
| 27 tháng 2 năm 1982  | Manchester City         | H             | 1 – 1 | Moran                                 | 57,830            |
| 6 tháng 3 năm 1982   | Birmingham City         | A             | 1 – 0 | Birtles                               | 19,637            |
| 17 tháng 3 năm 1982  | Coventry City           | H             | 0 – 1 |                                       | 34,499            |
| 20 tháng 3 năm 1982  | Notts County            | A             | 3 – 1 | Coppell (2), Stapleton                | 17,048            |
| 27 tháng 3 năm 1982  | Sunderland              | H             | 0 – 0 |                                       | 40,776            |
| 3 tháng 4 năm 1982   | Leeds United            | A             | 0 – 0 |                                       | 30,953            |
| 7 tháng 4 năm 1982   | Liverpool               | H             | 0 – 1 |                                       | 48,371            |
| 10 tháng 4 năm 1982  | Everton                 | A             | 3 – 3 | Coppell (2), Grimes                   | 29,306            |
| 12 tháng 4 năm 1982  | West Bromwich Albion    | H             | 1 – 0 | Moran                                 | 38,717            |
| 17 tháng 4 năm 1982  | Tottenham Hotspur       | H             | 2 – 0 | Coppell (pen.), McGarvey              | 50,724            |
| 20 tháng 4 năm 1982  | Ipswich Town            | A             | 1 – 2 | Gidman                                | 25,744            |
| 24 tháng 4 năm 1982  | Brighton & Hove Albion  | A             | 1 – 0 | Wilkins                               | 20,750            |
| 1 tháng 5 năm 1982   | Southampton             | H             | 1 – 0 | McGarvey                              | 40,038            |
| 5 tháng 5 năm 1982   | Nottingham Forest       | A             | 1 – 0 | Stapleton                             | 18,449            |
| 8 tháng 5 năm 1982   | West Ham United         | A             | 1 – 1 | Moran                                 | 26,337            |
| 12 tháng 5 năm 1982  | West Bromwich Albion    | A             | 3 – 0 | Robson, Birtles, Coppell              | 19,707            |
| 15 tháng 5 năm 1982  | Stoke City              | H             | 2 – 0 | Robson, Whiteside                     | 43,072            |

## FA Cup
| Ngày               | Vòng   | Đối thủ | Sân nhà/khách | Tỉ số | Cầu thủ ghi bàn | Số lượng khán giả |
| ------------------ | ------ | ------- | ------------- | ----- | --------------- | ----------------- |
| 2 tháng 1 năm 1982 | Vòng 3 | Watford | A             | 0 – 1 |                 | 26,104            |

## League Cup
| Ngày                  | Vòng           | Đối thủ           | Sân nhà/khách | Tỉ số | Cầu thủ ghi bàn | Số lượng khán giả |
| --------------------- | -------------- | ----------------- | ------------- | ----- | --------------- | ----------------- |
| 7 tháng 10 năm 1981   | Vòng 2 Lượt đi | Tottenham Hotspur | A             | 0 – 1 |                 | 39,333            |
| 28 thánng 10 năm 1981 | Vòng 2 Lượt về | Tottenham Hotspur | H             | 0 – 1 |                 | 55,890            |

## Thống kê đội hình
| Vị trí | Tên              | League | League | FA Cup | FA Cup | Milk Cup | Milk Cup | Tổng cộng | Tổng cộng |
| Vị trí | Tên              | Trận   | Bàn    | Trận   | Bàn    | Trận     | Bàn      | Trận      | Bàn       |
| ------ | ---------------- | ------ | ------ | ------ | ------ | -------- | -------- | --------- | --------- |
| TM     | Gary Bailey      | 39     | 0      | 1      | 0      | 2        | 0        | 42        | 0         |
| TM     | Paddy Roche      | 3      | 0      | 0      | 0      | 0        | 0        | 3         | 0         |
| HV     | Arthur Albiston  | 42     | 1      | 1      | 0      | 2        | 0        | 45        | 1         |
| HV     | Martin Buchan    | 27     | 0      | 1      | 0      | 2        | 0        | 30        | 0         |
| HV     | Mike Duxbury     | 19(5)  | 0      | 0      | 0      | 0(1)     | 0        | 19(6)     | 0         |
| HV     | John Gidman      | 36(1)  | 1      | 1      | 0      | 2        | 0        | 39(1)     | 1         |
| HV     | Gordon McQueen   | 21     | 0      | 0      | 0      | 0        | 0        | 21        | 0         |
| HV     | Kevin Moran      | 30     | 7      | 1      | 0      | 2        | 0        | 33        | 7         |
| HV     | Jimmy Nicholl    | 0(1)   | 0      | 0      | 0      | 0        | 0        | 0(1)      | 0         |
| TV     | Steve Coppell    | 35(1)  | 9      | 0      | 0      | 2        | 0        | 37(1)     | 9         |
| TV     | Alan Davies      | 1      | 0      | 0      | 0      | 0        | 0        | 1         | 0         |
| TV     | Ashley Grimes    | 9(1)   | 1      | 0      | 0      | 0        | 0        | 9(1)      | 1         |
| TV     | Lou Macari       | 10(1)  | 2      | 0(1)   | 0      | 0        | 0        | 10(2)     | 2         |
| TV     | Sammy McIlroy    | 12     | 3      | 1      | 0      | 1        | 0        | 14        | 3         |
| TV     | Remi Moses       | 20(1)  | 2      | 1      | 0      | 1        | 0        | 22(1)     | 2         |
| TV     | Bryan Robson     | 32     | 5      | 1      | 0      | 2        | 0        | 35        | 5         |
| TV     | Ray Wilkins      | 42     | 1      | 1      | 0      | 2        | 0        | 45        | 1         |
| TĐ     | Garry Birtles    | 32(1)  | 11     | 1      | 0      | 2        | 0        | 35(1)     | 11        |
| TĐ     | Scott McGarvey   | 10(6)  | 2      | 0      | 0      | 0        | 0        | 10(6)     | 2         |
| TĐ     | Frank Stapleton  | 41     | 13     | 1      | 0      | 2        | 0        | 44        | 13        |
| TĐ     | Norman Whiteside | 1(1)   | 1      | 0      | 0      | 0        | 0        | 1(1)      | 1         |